# Listă de actrițe porno române
Aceasta este o listă de actrițe porno române
- Laura Andreșan
- Black Angelika
- Allysin Chaynes
- Alina Plugaru
- Sandra Romain